# Classic Line
Bei der Classic Line des Unternehmens Sage handelt es sich um eine ERP-Software (Enterprise-Resource-Planning).

## Entwicklungsgeschichte
Die Software wurde ursprünglich vom Unternehmen KHK entwickelt und erstmals 1983 veröffentlicht. Nach der Fusion von Sage und KHK wurde die Software in die Produktpalette der Sage Group eingegliedert. Die Classic Line feierte mit der Version 2009 ihr 25-jähriges Jubiläum. Die neuere Version ist die Sage New Classic, welche ab 2011 ausgeliefert wurde. Im Herbst 2016 kündigt Sage an, dass Entwicklung und Vertrieb des Produktes Sage New Classic eingestellt wird. Nach Vorstellung von Sage sollen Anwender auf das Produkt Sage 100 umsteigen. Im Dezember 2016 verkündet Sage Preisanpassungen ab dem 1. Januar 2017 für bestehende Wartungs- und Supportverträge, wobei die Preise für Sage New Classic um 45 % erhöht werden.

## Vertriebsmodell
Das Vertriebsmodell für die Sage Classic Line fußt in erster Linie auf Vertragshändler von Sage Software. Dies sind im Regelfall IT-Systemhäuser, welche in regelmäßigen Abständen im Rahmen von Zertifizierungsprüfungen ihre Kompetenz unter Beweis stellen müssen. Diese Vertragshändler, im Fachjargon auch "Business Partner" genannt, organisieren meist im regionalen Umfang den aktiven Vertrieb. Sage Software selbst unterstützt seine "Business Partner" über Marketingmaterialien oder durch Öffentlichkeitsarbeit, welche dazu dient, die Marke Sage Software sowie das Produkt Classic Line im Zielgebiet (Deutschland, Österreich, Schweiz) bekannter zu machen.

## Betriebsarten
Die Sage Classic Line skaliert vom Einplatz bis hin zu etwa hundert konkurrierenden Anwendern. Kleine Unternehmen, die den Einsatz eines Servers scheuen, haben die Möglichkeit unter Verwendung des Peer-2-Peer-Betriebsmodus mit mehreren Clients gleichzeitig auf den Datenbestand der Sage Classic Line zuzugreifen. Installationen, die höhere Skalierbarkeit und Sicherheit in Bezug auf geregelten Dateizugriff benötigen, steht ein spezieller Datenbankdienst zur Verfügung, der als Zwischenschicht zwischen den angeschlossenen Clients und dem Datenbestand dient. Die Verwendung von Terminal Services ist mit der Sage Classic Line ebenfalls möglich. Seit 2008 treten Vertriebspartner der Sage Classic Line in den Vordergrund, die den Betrieb der Software in einem aus Sicht des Endkunden ausgelagerten Rechenzentrums anbieten. Der Zugriff erfolgt hierbei über die bereits genannten Terminal Services, welche Bestandteil des Microsoft Windows Server sind.

## Bestandteile / Module
Die Software ist modular aufgebaut. Unter anderem sind folgende Bestandteile verfügbar:
- Rechnungswesen
- Warenwirtschaft
- Personalwesen/Lohn und Gehalt
- Produktion
- Anlagenbuchhaltung

## Zertifizierungen
Die Software wurde von verschiedenen Institutionen zertifiziert. Unter anderem besitzt sie folgende Zertifikate:
- GoB-Zertifikat, für die Finanzbuchhaltung
- ITSG -Zertifikat, für die Entgeltabrechnung, (AOK-Zertifikat veraltet, seit Gründung der ITSG wurden die Zertifikate ausschließlich von der ITSG vergeben). Die Prüfung erfolgte im Beisein der Deutschen Rentenversicherung - DRV Bund statt. Bei der Prüfung werden die Rechenergebnisse der Verbeitragung, ATZ, KUG, Wertguthaben usw. geprüft.
- Intrastat Daten

Für diese Verfahren zur elektronischen Datenübertragung
ist die Sage New Classic zugelassen:
- openTRANS-Geschäftsdokumente
- core-Statistikdaten
- SEPA-Euro-Zahlungsverkehr
- ELSTER-Steuerdatenübermittlung

## Sage New Classic
Als direkter Nachfolger der Classic Line wurde 2011 die Sage New Classic eingeführt. Aufgrund wesentlicher Änderungen, vor allem im technischen Bereich entschied sich der Hersteller Sage für eine Namensänderung. Die wesentlichen Merkmale lassen sich in drei Bereiche aufteilen:
- MySQL-Datenbank Technologie statt starrem Dateisystem
- Überarbeitete Oberfläche und verbesserte Usability
- Ribbon Design

Der erweiterte Funktionsumfang und die Unterschiede zur Classic Line werden hier beschrieben: